# Società Sportiva Calcio Napoli 1967-1968
Questa voce raccoglie le informazioni riguardanti la Società Sportiva Calcio Napoli nelle competizioni ufficiali della stagione 1967-1968.

## Stagione
Nella stagione 1967-1968 il Napoli disputa il campionato di Serie A, il primo torneo a sedici squadre dal dopoguerra, con 37 punti ottiene il secondo posto in classifica alle spalle del Milan che con 46 punti vince lo scudetto tricolore. Scendono in Serie B il Brescia e la Spal con 22 punti, ed il Mantova con 17 punti.
Il Napoli sempre affidato al "Petisso", soprannome dato dai napoletani all'allenatore Bruno Pesaola e rinforzato dagli arrivi di Dino Zoff, Luigi Pogliana, Paolo Barison e Ivano Bosdaves, nel corso del campionato tenne una marcia piuttosto regolare. Alla 9ª giornata, dopo la vittoria sul Bologna (1-2) prese il comando della classifica, pareggiando in seguito contro la Juventus (1-1) e battendo Inter (2-1) e Roma (2-0). Tuttavia, i partenopei non riuscirono a tenere il passo del Milan capolista, che in quell'anno superò il Napoli per (2-1) a San Siro con un gol al 90' di Pierino Prati. Dopo la vittoria per (1-2) in casa dell'Inter con reti di Cané e di Paolo Barison il Napoli chiuse il torneo al secondo posto con 37 punti,  che è stato il miglior risultato nella storia del club fino a quel momento. In Coppa Italia gli azzurri partenopei eliminano la Spal (4-1) nel primo turno, cedendo il passo al Torino nel secondo turno (1-0).

## Divise

La squadra in campo con la muta di cortesia rossa

| Prima | Cortesia | Cortesia | Portiere | Portiere |

## Organigramma societario
Area direttiva
- Presidente: Gioacchino Lauro

Area tecnica
- Allenatore: Bruno Pesaola

## Rosa
| N. |                   | Ruolo | Calciatore         |
| -- | ----------------- | ----- | ------------------ |
|    | Italia (bandiera) | P     | Pacifico Cuman     |
|    | Italia (bandiera) | P     | Dino Zoff          |
|    | Italia (bandiera) | P     | Alessandro Profumo |
|    | Italia (bandiera) | D     | Romano Micelli     |
|    | Italia (bandiera) | D     | Stelio Nardin      |
|    | Italia (bandiera) | D     | Dino Panzanato     |
|    | Italia (bandiera) | D     | Luigi Pogliana     |
|    | Italia (bandiera) | D     | Amedeo Stenti      |
|    | Italia (bandiera) | D     | Mario Zurlini      |
|    | Italia (bandiera) | C     | Ottavio Bianchi    |

| N. |                    | Ruolo | Calciatore                 |
| -- | ------------------ | ----- | -------------------------- |
|    | Italia (bandiera)  | C     | Antonio Girardo            |
|    | Italia (bandiera)  | C     | Antonio Juliano (capitano) |
|    | Italia (bandiera)  | C     | Vincenzo Montefusco        |
|    | Italia (bandiera)  | A     | Alessandro Abbondanza      |
|    | Italia (bandiera)  | A     | José Altafini              |
|    | Italia (bandiera)  | A     | Paolo Barison              |
|    | Italia (bandiera)  | A     | Ivano Bosdaves             |
|    | Brasile (bandiera) | A     | Cané                       |
|    | Italia (bandiera)  | A     | Alberto Orlando            |
|    | Italia (bandiera)  | A     | Omar Sívori                |

## Calciomercato
| Acquisti | Acquisti       | Acquisti | Acquisti   |
| R.       | Nome           | da       | Modalità   |
| -------- | -------------- | -------- | ---------- |
| A        | Paolo Barison  | Roma     | definitivo |
| A        | Ivano Bosdaves | SPAL     | definitivo |
| D        | Luigi Pogliana | Novara   | definitivo |
| P        | Dino Zoff      | Mantova  | definitivo |
| A        | Alberto Bigon  | Padova   | definitivo |

| Cessioni | Cessioni        | Cessioni | Cessioni   |
| R.       | Nome            | a        | Modalità   |
| -------- | --------------- | -------- | ---------- |
| P        | Claudio Bandoni | Mantova  | definitivo |
| A        | Gastone Bean    | SPAL     | definitivo |
| A        | Paolo Braca     | SPAL     | prestito   |
| A        | Alberto Bigon   | SPAL     | prestito   |

## Risultati

### Serie A

#### Girone di andata
| Arbitro: | Di Tonno (Lecce) |

|                     |           |  |
| Altafini 37’ (rig.) | Marcatori |  |

| Arbitro: | Lo Bello (Siracusa) |

|                            |           |             |
| Peiró 5’ Nardin 34’ (aut.) | Marcatori | 50’ Barison |

| Arbitro: | Monti (Ancona) |

|          |           |            |
| Cané 32’ | Marcatori | 43’ Hamrin |

| Arbitro: | Motta (Monza) |

|                 |           |                     |
| Riva 20’ (rig.) | Marcatori | 53’ (rig.) Altafini |

| Arbitro: | Pieroni (Roma) |

|              |           |                          |
| Lazzotti 81’ | Marcatori | 19’ Bosdaves 25’ Orlando |

| Arbitro: | Piantoni (Terni) |

|             |           |            |
| Altafini 4’ | Marcatori | 9’ Vinicio |

| Arbitro: | Gonella (Torino) |

|                       |           |                     |
| Frustalupi 43’ (rig.) | Marcatori | 87’ (rig.) Altafini |

| Arbitro: | Motta (Monza) |

|             |           |  |
| Altafini 8’ | Marcatori |  |

| Arbitro: | D'Agostini (Roma) |

|              |           |                           |
| Pascutti 31’ | Marcatori | 39’ Altafini 75’ Pogliana |

| Napoli 3 dicembre 1967 10ª giornata | Napoli               | 0 – 0 | Mantova | Stadio San Paolo\| Arbitro: \| Barbaresco (Cormons) \| |
| Arbitro:                            | Barbaresco (Cormons) |       |         |                                                        |

| Arbitro: | Francescon (Padova) |

|                     |           |              |
| Pogliana 39’ (aut.) | Marcatori | 78’ Altafini |

| Arbitro: | D'Agostini (Roma) |

|              |           |  |
| Leonardi 52’ | Marcatori |  |

| Arbitro: | Francescon (Padova) |

|                          |           |                               |
| Altafini 57’ Orlando 68’ | Marcatori | 84’ Combin 87’ (aut.) Juliano |

| Arbitro: | Lo Bello (Siracusa) |

|                         |           |                |
| Altafini 6’ Bianchi 43’ | Marcatori | 33’ Cappellini |

| Brescia 14 gennaio 1968 15ª giornata | Brescia          | 0 – 0 | Napoli | Stadio Mario Rigamonti\| Arbitro: \| Sbardella (Roma) \| |
| Arbitro:                             | Sbardella (Roma) |       |        |                                                          |

#### Girone di ritorno
| Arbitro: | Gussoni (Tradate) |

|             |           |  |
| Rigotto 32’ | Marcatori |  |

| Arbitro: | Genel (Trieste) |

|                          |           |  |
| Altafini 15’, 87’ (rig.) | Marcatori |  |

| Arbitro: | Monti (Ancona) |

|                     |           |             |
| Rivera 9’ Prati 90’ | Marcatori | 72’ Barison |

| Arbitro: | D'Agostini (Roma) |

|            |           |  |
| Sivori 42’ | Marcatori |  |

| Arbitro: | Vacchini (Milano) |

|                     |           |  |
| Stanzial 76’ (aut.) | Marcatori |  |

| Arbitro: | Sbardella (Roma) |

|  |           |             |
|  | Marcatori | 8’ Altafini |

| Arbitro: | Carminati (Milano) |

|            |           |                 |
| Sivori 61’ | Marcatori | 21’ Francesconi |

| Arbitro: | Bernardis (Trieste) |

|                                |           |  |
| Maraschi 72’, 77’ Chiarugi 73’ | Marcatori |  |

| Napoli 17 marzo 1968 24ª giornata | Napoli          | 0 – 0 | Bologna | Stadio San Paolo\| Arbitro: \| Genel (Trieste) \| |
| Arbitro:                          | Genel (Trieste) |       |         |                                                   |

| Arbitro: | Angonese (Mestre) |

|  |           |              |
|  | Marcatori | 42’ Bosdaves |

| Arbitro: | Vacchini (Milano) |

|             |           |                             |
| Juliano 84’ | Marcatori | 48’ De Paoli 70’ Chinesinho |

| Arbitro: | Michelotti (Parma) |

|                                                         |           |  |
| Orlando 5’, 10’ Gasperi 13’ (aut.) Barison 58’ Cané 80’ | Marcatori |  |

| Arbitro: | Acernese (Roma) |

|                    |           |                       |
| Poletti 15’ (rig.) | Marcatori | 62’ Cané 87’ Altafini |

| Arbitro: | Bernardis (Trieste) |

|                       |           |                     |
| Montefusco 88’ (aut.) | Marcatori | 5’ Cané 20’ Barison |

| Napoli 12 maggio 1968 30ª giornata | Napoli          | 0 – 0 | Brescia | Stadio San Paolo\| Arbitro: \| Genel (Trieste) \| |
| Arbitro:                           | Genel (Trieste) |       |         |                                                   |

### Coppa Italia
| Arbitro: | Motta (Monza) |

|                                               |           |          |
| Orlando 26’ Altafini 62’ Cané 83’ Barison 86’ | Marcatori | 21’ Reif |

| Arbitro: | Torelli (Milano) |

|          |           |  |
| Puia 75’ | Marcatori |  |

## Statistiche
Statistiche aggiornate al 12 maggio 1968.

### Statistiche di squadra
| Competizione | Punti | In casa | In casa | In casa | In casa | In casa | In casa | In trasferta | In trasferta | In trasferta | In trasferta | In trasferta | In trasferta | Totale | Totale | Totale | Totale | Totale | Totale | DR  |
| Competizione | Punti | G       | V       | N       | P       | Gf      | Gs      | G            | V            | N            | P            | Gf           | Gs           | G      | V      | N      | P      | Gf     | Gs     | DR  |
| ------------ | ----- | ------- | ------- | ------- | ------- | ------- | ------- | ------------ | ------------ | ------------ | ------------ | ------------ | ------------ | ------ | ------ | ------ | ------ | ------ | ------ | --- |
| Serie A      | 37    | 15      | 7       | 7       | 1       | 19      | 8       | 15           | 6            | 4            | 5            | 15           | 16           | 30     | 13     | 11     | 6      | 34     | 24     | +10 |
| Coppa Italia | 2     | 1       | 1       | 0       | 0       | 4       | 1       | 1            | 0            | 0            | 1            | 0            | 1            | 2      | 1      | 0      | 1      | 4      | 2      | +2  |
| Totale       | 39    | 15      | 8       | 7       | 1       | 23      | 9       | 16           | 6            | 4            | 6            | 15           | 17           | 32     | 14     | 11     | 7      | 38     | 26     | +12 |

### Statistiche dei giocatori
| Giocatore     | Serie A  | Serie A | Coppa Italia | Coppa Italia | Totale   | Totale |
| Giocatore     | Presenze | Reti    | Presenze     | Reti         | Presenze | Reti   |
| ------------- | -------- | ------- | ------------ | ------------ | -------- | ------ |
| J. Altafini   | 29       | 13      | 2            | 1            | 31       | 14     |
| P. Barison    | 20       | 4       | 2            | 1            | 22       | 5      |
| O. Bianchi    | 12       | 1       | 2            | 0            | 14       | 1      |
| I. Bosdaves   | 8        | 2       | -            | -            | 8        | 2      |
| Cané          | 19       | 4       | 1            | 1            | 20       | 5      |
| A. Girardo    | 19       | 0       | 1            | 0            | 20       | 0      |
| A. Juliano    | 27       | 1       | 2            | 0            | 29       | 1      |
| R. Micelli    | 1        | 0       | 1            | 0            | 2        | 0      |
| V. Montefusco | 14       | 0       | 2            | 0            | 16       | 0      |
| S. Nardin     | 29       | 0       | 2            | 0            | 31       | 0      |
| A. Orlando    | 27       | 4       | 2            | 1            | 29       | 5      |
| D. Panzanato  | 24       | 0       | 2            | 0            | 26       | 0      |
| L. Pogliana   | 28       | 1       | -            | -            | 28       | 1      |
| O. Sivori     | 7        | 2       | -            | -            | 7        | 2      |
| A. Stenti     | 25       | 0       | 2            | 0            | 27       | 0      |
| D. Zoff       | 30       | -24     | 2            | -2           | 32       | -26    |
| M. Zurlini    | 11       | 0       | -            | -            | 11       | 0      |